# Ritja-Gletscher
Der Ritja-Gletscher (bulgarisch ледник Ритя lednik Ritja) ist ein steiler, 1,8 km langer und 1,4 km breiter Gletscher auf Smith Island im Archipel der Südlichen Shetlandinseln. Von den Südöstlichen Hängen der Imeon Range fließt er nordöstlich des Nosei-Gletschers, südöstlich des Kongur-Gletschers und südlich des Saparewo-Gletschers in südöstlicher Richtung vom Mount Christi zum Kopfende der Linevo Cove an der Boyd Strait.
Bulgarische Wissenschaftler kartierten ihn 2009. Die bulgarische Kommission für Antarktische Geographische Namen benannte ihn 2015 nach der Ortschaft Ritja im Norden Bulgariens.